# Sidney S. Novaresi

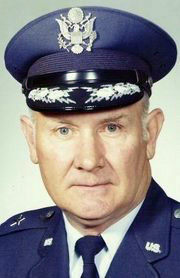
Sidney S. Novaresi

Sidney S. Novaresi  (* 26. Juni 1922 in Eureka, Humboldt County, Kalifornien; † 22. Juli 2007 in Citrus Heights, Sacramento County, Kalifornien) war ein Generalmajor der United States Air Force. Er war unter anderem Kommandeur der 4. Luftflotte.
Er war ein Sohn von Severino Novaresi (1896–1970) und dessen Frau Giuseppina Melera (1893–1978). Er besuchte die öffentlichen Schulen seiner Heimat und die Stockton High School. Im Jahr 1939 trat er der California National Guard bei. Nach dem amerikanischen Eintritt in den Zweiten Weltkrieg diente er zunächst in der Feldartillerie, wo er den Rang eines Master Sergeants erreichte. Im November 1942 wechselte er zum Fliegerkorps der United States Army Air Forces, wo er zum Kampfpiloten ausgebildet und als Leutnant in das Offizierskorps aufgenommen wurde. Im weiteren Kriegsverlauf war er als Kampfpilot auf dem asiatisch-pazifischen Kriegsschauplatz eingesetzt.
Zwischen 1947 und 1951 war er nicht aktiv im Militärdienst. Danach wurde er in der Air Force wieder aktiviert. In der Folge war er als Offizier der Luftwaffe an verschiedenen Stützpunkten in den Vereinigten Staaten stationiert. Dabei war er als Pilot, Flugausbilder oder Stabsoffizier bei unterschiedlichen Einheiten tätig. Er besuchte Weiterbildungskurse für Piloten auf neueren Flugzeugtypen und absolvierte das Air War College. In der Folge war er vor allem bei Reserveeinheiten der Luftwaffe tätig.
In den 1950er Jahren war er für einige Zeit in Südkorea stationiert. Im Jahr 1960 übernahm er auf der McClellan Air Force Base in Kalifornien das Kommando über die 314. Truppentransportschwadron (314th Troup Carrier Squadron). Auf der gleichen Basis übernahm Novaresi im Jahr 1963 die Leitung der Stabsabteilung für Operationen der 940th Military Airlift Group. Im März 1967 übernahm er das Kommando über diese Einheit. Dabei unterstützte er und seine Einheit amerikanische Einheiten im Vietnamkrieg mit Versorgungsflügen in das Kriegsgebiet. Nach dem Ende dieses Kommandos absolvierte er bis Mai 1970 das Air War College.
Danach wurde er zur Robins Air Force Base in Georgia versetzt. Dort war er bis zum Jahr 1971 Mitglied der Stabsabteilung für Operationen beim Air Force Reserve Command. Es folgte eine Versetzung zur Grissom Air Force Base in Indiana, wo er das Kommando über das 434. Luftbetankungsgeschwader übernahm.
Am 8. Oktober 1976 übernahm er das Kommando über die 4. Luftflotte. Dieses Amt übte er bis zum April 1981 aus, als er von Sloan R. Gill abgelöst wurde. Anschließend schied er aus dem aktiven Militärdienst aus.
Nach seiner Pensionierung förderte er die Gründung des Aerospace Museum of California. Außerdem gehörte er der Reserve Officer Association (ROA) an und war Präsident von deren regionaler Abteilung für Kalifornien. Zudem engagierte er sich in verschiedenen anderen Organisationen militärischer Veteranen und Reservistenvereinigungen.
Er starb am 22. Juli 2007 und wurde auf dem Friedhof des Sierra Hills Memorial Parks in Sacramento in Kalifornien beigesetzt.

## Orden und Auszeichnungen
Sidney Novaresi erhielt im Lauf seiner militärischen Laufbahn unter anderem folgende Auszeichnungen:
- Air Force Distinguished Service Medal
- Legion of Merit
- Air Medal
- American Defense Service Medal
- American Campaign Medal
- Asiatic-Pacific Campaign Medal
- World War II Victory Medal
- National Defense Service Medal
- Air Force Longevity Service Award
- Armed Forces Reserve Medal
- Air Force Outstanding Unit Award
- Vietnam Service Medal
- Combat Readiness Medal
- Army Good Conduct Medal